# Joan Elizabeth Higginbotham
Joan Elizabeth Higginbotham (Chicago, Illinois, 1964. augusztus 3. –) amerikai mérnök, űrhajósnő. Mae Carol Jemison és Stephanie Diana Wilson után a harmadik afroamerikai nő a világűrben.

## Életpálya
1987-ben a Southern Illinois University keretében villamosmérnöki oklevelet kapott. 1987-től a Kennedy Space Center (KSC) villamosmérnöke. Vezető mérnökként felelős volt az űrrepülőgépek indításának és rakományának villamosbiztonságáért. Több az űrprogramhoz kapcsolódó kísérlet és fejlesztés aktív résztvevője. Kilencéves vezetői szolgálata alatt részt vett 53 űrrepülőgép indításában. 1992-ben a Florida Institute of Technology keretében megvédte diplomáját. Ugyanott másoddiplomát is szerzett.
1996. május 1-től a Lyndon B. Johnson Űrközpontban részesült űrhajóskiképzésben. Külön kiképzést kapott az űrállomás Remote manipulátor kar működtetéséből (SSRMS). Az Űrhajózási Iroda megbízásból a földön összeszerelt állapotban tesztelték a Nemzetközi Űrállomás (ISS) részegységeinek működőképességét, illeszthetőségét. Egy űrszolgálata alatt összesen 12 napot, 20 órát és 44 percet (308 óra) töltött a világűrben. Űrhajós pályafutását 2007. november 30-án fejezte be.

## Űrrepülések
STS–116 a Discovery űrrepülőgép 33., repülésének pilótája. Az ISS építéséhez szállítottak rácsszerkezetet (P5). Az első űrsétával (kutatás, szerelés) az űrsikló rakteréből kiemelték, helyére illesztették az építést segítő hordozóeszközt. A második űrséta alatt a villamosenergia-rendszer újrahuzalozását végezték. A harmadikon az egyik napelem visszahúzó rendszerét javították meg. A nem tervezett negyedik technikai helyreállítási művelet volt Első űrszolgálata alatt összesen 12 napot, 20 órát és 44 percet (308 óra) töltött a világűrben. 8 500 000 kilométert (5 300 000 mérföldet) repült, 170 alkalommal kerülte meg a Földet.